# Saint-Inglevert
Saint-Inglevert est une commune française située dans le département du Pas-de-Calais en région Hauts-de-France. Ses habitants sont appelés les Labigeois. La commune est membre de la communauté de communes de la Terre des Deux Caps.
Le territoire de la commune est situé dans le parc naturel régional des Caps et Marais d'Opale.

## Géographie

### Localisation
Localisée dans le nord-ouest du département du Pas-de-Calais, Saint-Inglevert est une commune rurale située, à vol d'oiseau, à 7 km au nord-nord-est de la commune de Marquise et à 12 km au sud-ouest de la commune de Calais (aire d'attraction et chef-lieu d'arrondissement).
Le territoire de la commune est limitrophe de ceux de six communes.
Les communes limitrophes sont Bonningues-lès-Calais, Audembert, Hervelinghen, Landrethun-le-Nord, Leubringhen et Pihen-lès-Guînes.

### Géologie et relief
La superficie de la commune est de 6,6 km2 ; son altitude varie de 85  à   163 m.

### Hydrographie
La commune, située dans le bassin Artois-Picardie, est, selon le Service d'administration nationale des données et référentiels sur l'eau (Sandre), n'est drainée par aucun cours d'eau.

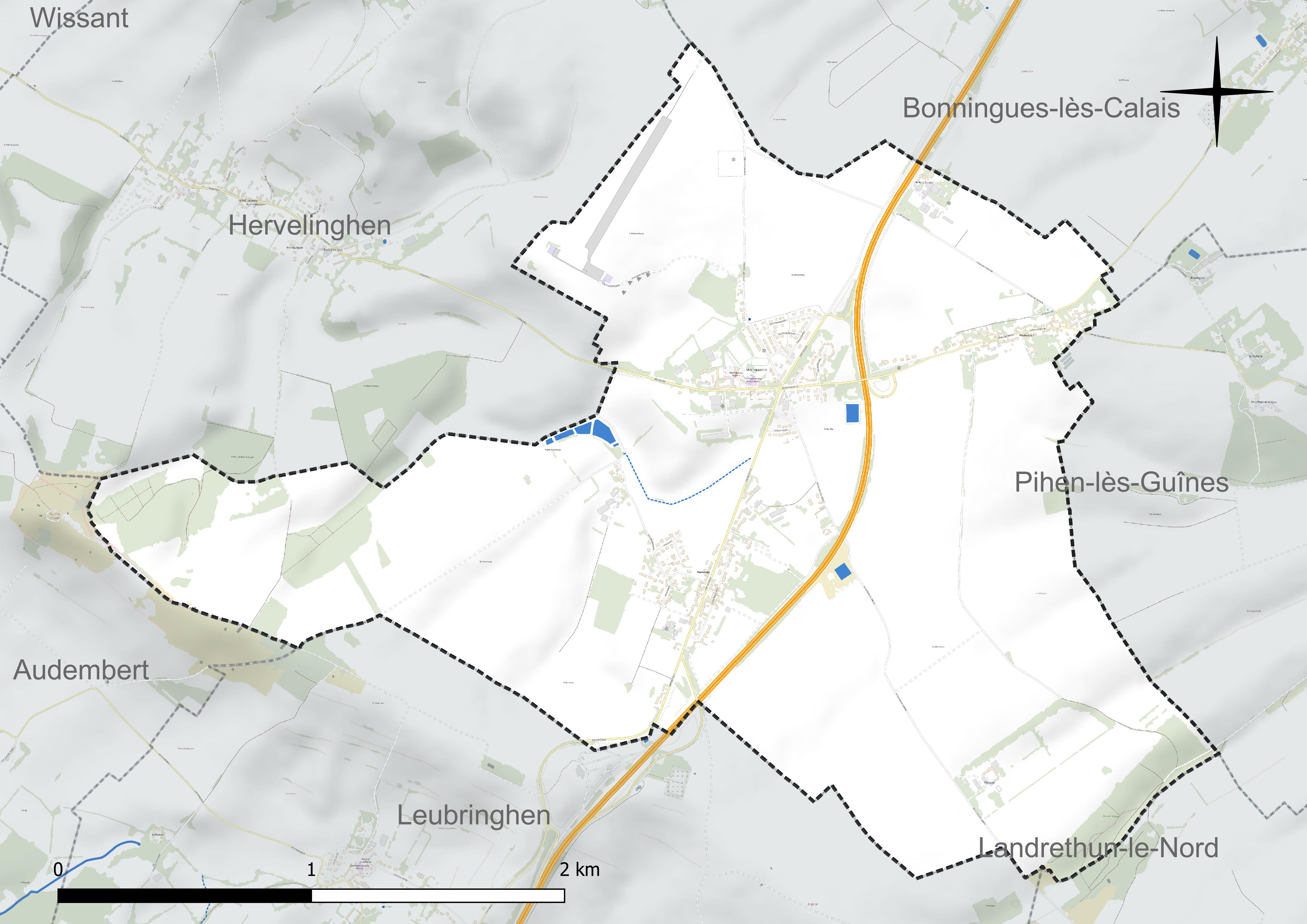
Réseau hydrographique de Saint-Inglevert.

### Climat
Pour des articles plus généraux, voir Climat des Hauts-de-France et Climat du Nord-Pas-de-Calais.
En 2010, le climat de la commune est de type climat océanique franc, selon une étude du Centre national de la recherche scientifique (CNRS) s'appuyant sur une série de données couvrant la période 1971-2000. En 2020, Météo-France publie une typologie des climats de la France métropolitaine dans laquelle la commune est exposée à un climat océanique et est dans la région climatique Côtes de la Manche orientale, caractérisée par un faible ensoleillement (1 550 h/an) ; forte humidité de l'air (plus de 20 h/jour avec humidité relative > 80 % en hiver), vents forts fréquents.
Pour la période 1971-2000, la température annuelle moyenne est de 10,1 °C, avec une amplitude thermique annuelle de 13,2 °C. Le cumul annuel moyen de précipitations est de 930 mm, avec 12,5 jours de précipitations en janvier et 8,8 jours en juillet. Pour la période 1991-2020, la température moyenne annuelle observée sur la station météorologique la plus proche, située sur la commune de Licques à 17 km à vol d'oiseau, est de 10,5 °C et le cumul annuel moyen de précipitations est de 1 138,1 mm,. Pour l'avenir, les paramètres climatiques de la commune estimés pour 2050 selon différents scénarios d'émission de gaz à effet de serre sont consultables sur un site dédié publié par Météo-France en novembre 2022.

### Paysages
Pour un article plus général, voir Paysage en France.
La commune s'inscrit à la jonction de deux paysages régionaux tels qu’ils sont définis dans l’atlas de paysages de la région Nord-Pas-de-Calais, conçu par la direction régionale de l'Environnement, de l'Aménagement et du Logement (DREAL), :
- les « paysages boulonnais » qui concernent 66 communes, se délimitent : au Nord, par les paysages des coteaux calaisiens et du Pays de Licques, à l'Est, par les paysages du Haut pays d'Artois, et au Sud, par les paysages Montreuillois.

Les « paysages boulonnais », constitués d'une boutonnière bordée d'une cuesta définissant un pays d'enclosure, sont essentiellement un paysage bocager composé de 47 % de son sol en herbe ou en forêt et de 31 % en herbage, avec, dans le sud et l'est, trois grandes forêts, celle de Boulogne, d'Hardelot et de Desvres et, au nord, le bassin de carrière avec l'extraction de la pierre de Marquise depuis le Moyen Âge et de la pierre marbrière dont l'extraction s'est développée au XIXe siècle.
La boutonnière est formée de trois ensembles écopaysagers : le plateau calcaire d'Artois qui forme le haut Boulonnais, la boutonnière qui forme la cuvette du bas Boulonnais et la cuesta formée d'escarpements calcaires.
Dans ce paysage, on distingue trois entités :
- - les vastes champs ouverts du Haut Boulonnais ;
  - le bocage humide dans le Bas Boulonnais ;
  - la couronne de la cuesta avec son dénivelé important et son caractère boisé[11] ;
- les « paysages des coteaux calaisiens et du pays de Licques » concernent 56 communes du Pas-de-Calais. Ces paysages s'étendent sur environ 30 km de long (est-ouest) et 15 km de large (nord-sud) et présentent deux sous-ensembles : les coteaux calaisiens au nord et le pays de Licques au sud. Les altitudes de ces paysages varient de 206 m dans le Pays de Licques, à 120 m dans l’ouest des coteaux Calaisiens, près de Guînes, et à 10 m dans l'est, près d'Audruicq[12].

Ces paysages recouvrent trois entités écopaysagères : les collines guînoises qui constituent le rebord septentrional de l'Artois, l'entité de Bredenarde qui appartient à la plaine maritime flamande, et la cuvette de Licques. Ils sont constitués de 59,70 % de cultures, de 17,30 % de forêts, de 15,11 % de prairies naturelles, permanentes, de 7,45 % d'espaces artificialisés, avec les quatre principales communes que sont Audruicq, Ardres, Guînes et Licques, de 0,27 % d'industries, et de 0,18 % de cours d'eau et plan d'eau.
Les éléments structurants de ces paysages sont la LGV Nord et l'A26, la rivière la Hem qui coule du sud vers le nord-est, les escarpements sur les coteaux du Calaisis et autour du pays de Licques et, d'ouest en est, les différents boisements comme la forêt de Guînes, le bois de l'Abbaye, la forêt de Tournehem et une partie de la forêt d'Éperlecques.

### Milieux naturels et biodiversité

#### Espaces protégés et gérés
La protection réglementaire est le mode d'intervention le plus fort pour préserver des espaces naturels remarquables et leur biodiversité associée.
Dans ce cadre, la commune fait partie de deux espaces protégés : 
- le parc naturel régional des Caps et Marais d'Opale, d'une superficie de 132 499 hectares réparties sur 154 communes, géré par le syndicat mixte d'aménagement et de gestion du parc naturel régional des Caps et Marais d'Opale[14] ;
- les coteaux calcaires du Boulonnais, protégés par un arrêté préfectoral de protection de biotope, d'une superficie de 295,22 hectares[15].

#### Zones naturelles d'intérêt écologique, faunistique et floristique
L'inventaire des zones naturelles d'intérêt écologique, faunistique et floristique (ZNIEFF) a pour objectif de réaliser une couverture des zones les plus intéressantes sur le plan écologique, essentiellement dans la perspective d'améliorer la connaissance du patrimoine naturel national et de fournir aux différents décideurs un outil d'aide à la prise en compte de l'environnement dans l'aménagement du territoire.
Le territoire communal comprend deux ZNIEFF de type 1 : 
- le bocage au nord de Ferques, d'une superficie de 467 hectares et d'une altitude variant de 57  à   139 mètres. Le site présente une géologie feuilletée où se succèdent une dizaine de couches géologiques dont les assises du Dévonien qui sont les plus étendues[16] ;
- Le site du mont de Couples et le Blanc Pays, d'une superficie de 681 hectares et d'une altitude variant de 34  à   161 mètres. Le mont de couple, constitué d'un éperon saillant qui est vaste coteau crayeux, est couvert de pelouses endémiques du Nord de la France : le Thymo britannici - Festucetum hirtulae. Ce mont présente, à son pied, un petit vallon qui abrite encore une prairie inondable[17].

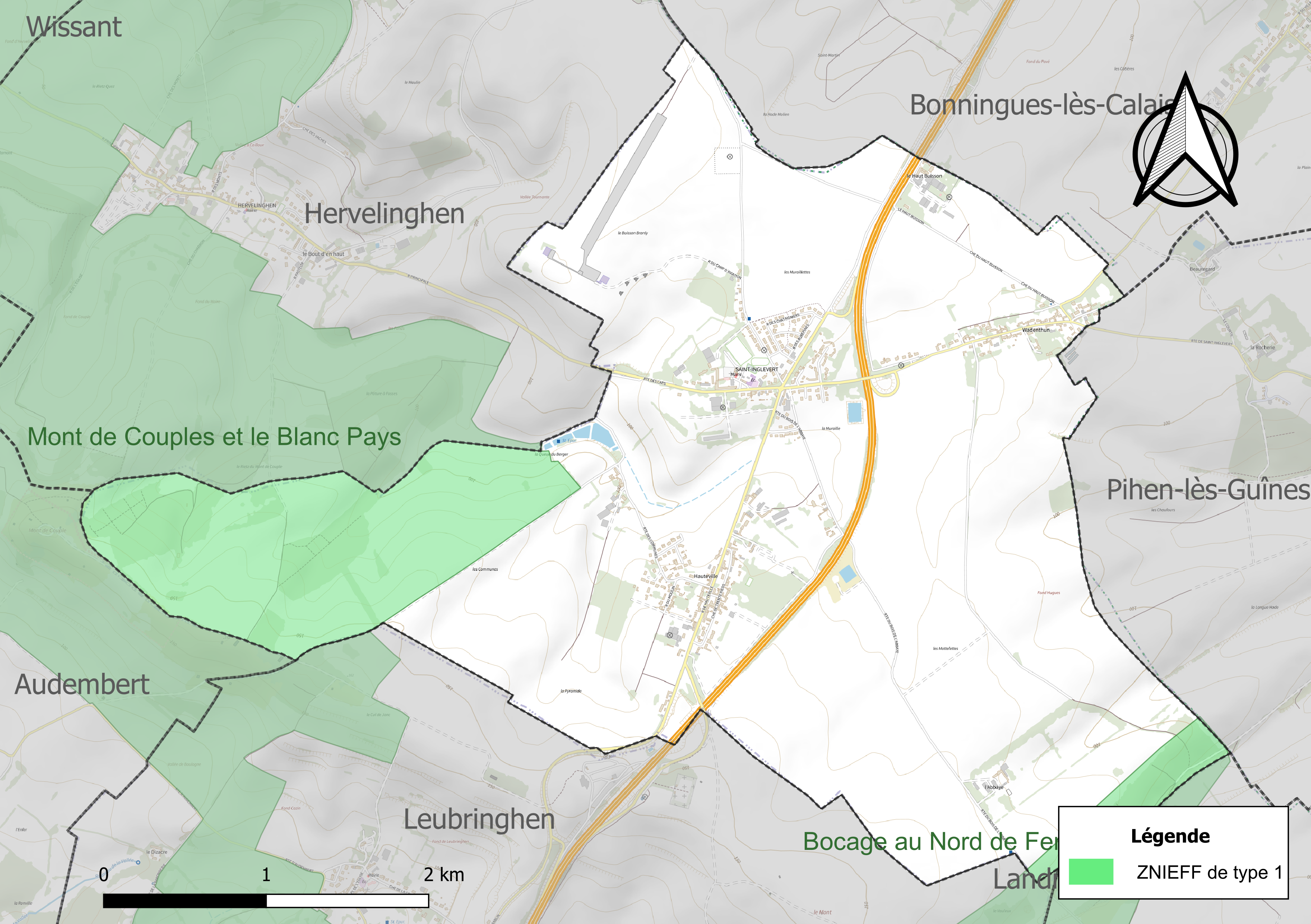
Carte des ZNIEFF sur la commune.

#### Site Natura 2000
Le réseau Natura 2000 est un réseau écologique européen de sites naturels d'intérêt écologique élaboré à partir des directives « habitats » et « oiseaux ». Ce réseau est constitué de zones spéciales de conservation (ZSC) et de zones de protection spéciale (ZPS). Dans les zones de ce réseau, les États membres s'engagent à maintenir dans un état de conservation favorable les types d'habitats et d'espèces concernés, par le biais de mesures réglementaires, administratives ou contractuelles.
Sur la commune, un site Natura 2000 de type B est défini en site d'importance communautaire (SIC) : les falaises et pelouses du cap Blanc-Nez, du mont d'Hubert, des Noires Mottes, du fond de la Forge et du mont de Couple, d'une superficie de 728 hectares dont 40 % de superficie marine, avec une altitude maximum de 162 mètres.

#### Espèces faunistiques et floristiques
L’Inventaire national du patrimoine naturel (INPN) recense plusieurs espèces faunistiques et floristiques sur le territoire de la commune dont certaines sont protégées et d’autres menacées et quasi-menacées.

## Urbanisme

### Typologie
Au 1er janvier 2024, Saint-Inglevert est catégorisée commune rurale à habitat dispersé, selon la nouvelle grille communale de densité à sept niveaux définie par l'Insee en 2022.
Elle est située hors unité urbaine. Par ailleurs la commune fait partie de l'aire d'attraction de Calais, dont elle est une commune de la couronne,. Cette aire, qui regroupe 45 communes, est catégorisée dans les aires de 50 000 à moins de 200 000 habitants,.

### Occupation des sols
L'occupation des sols de la commune, telle qu'elle ressort de la base de données européenne d'occupation biophysique des sols Corine Land Cover (CLC), est marquée par l'importance des territoires agricoles (91,6 % en 2018), en diminution par rapport à 1990 (96 %). La répartition détaillée en 2018 est la suivante : 
terres arables (69,3 %), prairies (15,6 %), zones urbanisées (8,4 %), zones agricoles hétérogènes (6,8 %). L'évolution de l'occupation des sols de la commune et de ses infrastructures peut être observée sur les différentes représentations cartographiques du territoire : la carte de Cassini (XVIIIe siècle), la carte d'état-major (1820-1866) et les cartes ou photos aériennes de l'IGN pour la période actuelle (1950 à aujourd'hui).

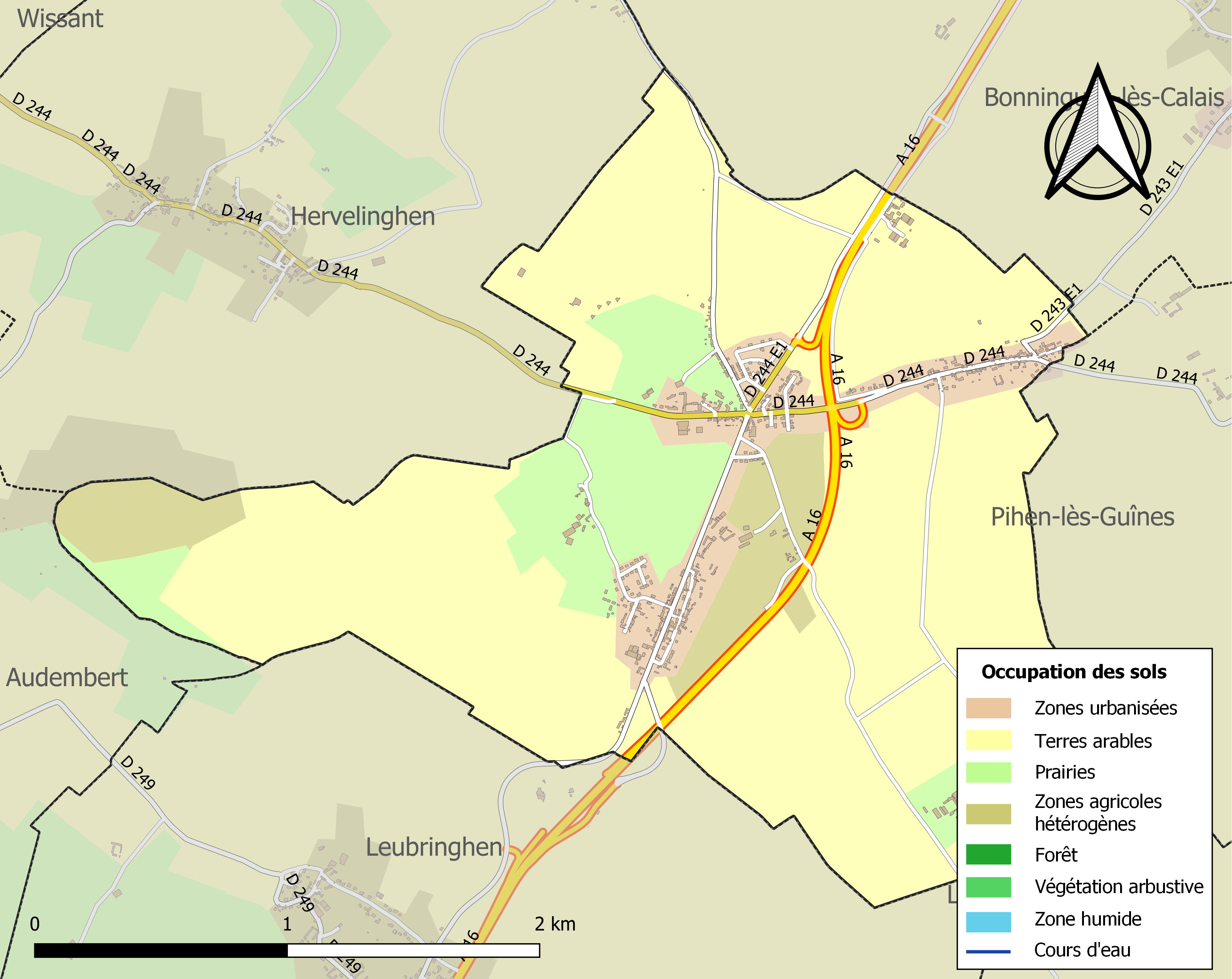
Carte des infrastructures et de l'occupation des sols de la commune en 2018 (CLC).

### Voies de communication et transports
Sur le territoire de la commune se trouve l'aérodrome de Saint-Inglevert - Les deux Caps, utilisé pour la pratique d’activités de loisirs et de tourisme (aviation légère et aéromodélisme).

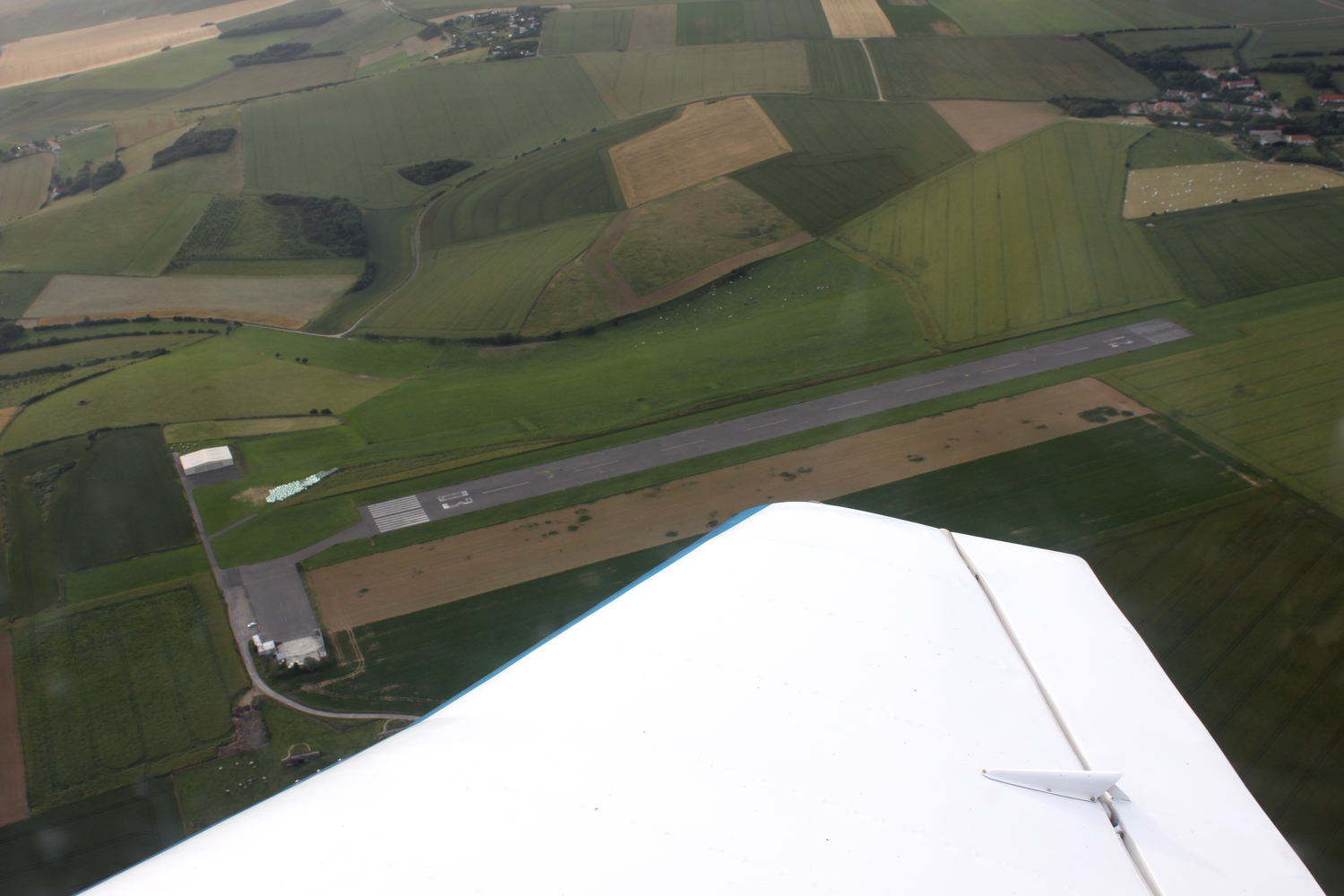
L'aérodrome de Saint-Inglevert - Les deux Caps.

## Toponymie
Le nom de la localité est attesté sous les formes Sontingeveld vers 1140 ; Santingheveld en 1245 ; Santinghevelt, Zantinghevelt en 1286 ; Saintinghevelt, Sontinghevelt et Sanctingheveld au XIIIe siècle ; Saint-Inghelberth (Froissart, Chroniques, livre IV, XIVe siècle) ; Saint-Ildevert en 1422 ; Santinguevelt en 1480 ; Saint-Inguevert en 1495 ; Saintinglevert (1501), Zantenwet (vers 1512), Sainct-Inglevert (1551), Sant Ingfeld, Sandingfield, et Sandenfilde, Seynt Engvelt en 1556 ; Saint-Inglevelt en 1592 ; Sainte-Inglevert (1670), Sainct-Inglovert (1674), Saint-Inglevert (1683), Sanctus Ydevardus, Sanctenvelt et Sanctus Ingelbertus au XVIIe siècle ; Inglevert en 1793.
Saint-Inglevert n'est pas un hagiotoponyme, mais un toponyme composé de l'anthroponyme germanique Sondo suivi de -ingen « gens de » +  -veld « champ », où lorsque le nom ne fut plus compris, une interprétation populaire de la première syllabe, ainsi qu'une mauvaise coupure « sant-ingheveld » lui a fait subir l'attraction du mot « saint », créant ainsi saint Inglevert, inconnu du calendrier. Ainsi le sens est « le champ des gens de Sondo ».
Saint-Inglevert s'écrit Santingeveld en flamand.

## Histoire
Les chevaliers Boucicaut, Renaud de Roye et Jean de Sempy s'illustrent à Saint-Inglevert en 1390, en tenant des joutes équestres contre des combattants du camp anglais.
Ces joutes se déroulent dans un contexte de « détente » puisqu'une trêve a été signée avec les Anglais quelque temps auparavant. Le religieux de Saint-Denis écrit dans sa chronique qu'il s'agit d'une occasion de « débattre de la supériorité des uns sur les autres, sans passer par la guerre ».
Arnould Ier de Guînes, comte de Guînes, mort en Angleterre en 1169, fut ramené et inhumé à l'hôpital de Saint-Inglevert, auquel il avait légué ses armes, chevaux, chiens et oiseaux de chasse.
D'après l'historien français Auguste de Loisne : « Saint-Inglevert, en 1789, faisait partie de la sénéchaussée de Boulogne, ancien ressort judiciaire du sénéchaussée de Wissant. Son église paroissiale, d'abord diocèse de Thérouanne, puis de Boulogne, doyenné de Wissant, était consacrée à saint Barnabé ; les administrateurs de l'hôpital général de Boulogne, aux droits du prieur de Saint-Inglevert, présentaient à la cure. [Présence d'un] ancien prieuré hôpital de Saint-Inglevert, fondé en 1131, détruit en 1347 et réuni en 1693 à l'hôpital de Boulogne. »
Lors d'une fouille effectuée en 1868, des os ont été retrouvés sous une motte de terre, dite la Montelette.Une tradition transmise dans le village faisait de cette motte un tumulus recouvrant donc une sépulture, pouvant dater de temps anciens, possiblement de l'époque gauloise. La fouille a donc semblé confirmer la tradition locale.

## Politique et administration

### Découpage territorial
La commune se trouve dans l'arrondissement de Boulogne-sur-Mer du département du Pas-de-Calais.

#### Commune et intercommunalités
La commune est membre de la communauté de communes de la Terre des Deux Caps qui regroupe 21 communes et totalise 22 332 habitants en 2021.

#### Circonscriptions administratives
La commune est rattachée au canton de Desvres.

#### Circonscriptions électorales
Pour l'élection des députés, la commune fait partie de la sixième circonscription du Pas-de-Calais.

### Élections municipales et communautaires

#### Liste des maires
| Période                                  | Période                    | Identité        | Étiquette | Qualité |
| ---------------------------------------- | -------------------------- | --------------- | --------- | --- |
| Les données manquantes sont à compléter. |                            |                 |           | |
| 1983                                     | En cours (au 5 avril 2022) | Francis Bouclet | DVD       | Agent de l'Éducation nationale Président de la CC de la terre des 2 caps (2014 → ) Réélu pour le mandat 2014-2020, Réélu pour le mandat 2020-2026, |

## Population et société

### Démographie
Les habitants sont appelés les Labigeois.

#### Évolution démographique
L'évolution du nombre d'habitants est connue à travers les recensements de la population effectués dans la commune depuis 1793. Pour les communes de moins de 10 000 habitants, une enquête de recensement portant sur toute la population est réalisée tous les cinq ans, les populations de référence des années intermédiaires étant quant à elles estimées par interpolation ou extrapolation. Pour la commune, le premier recensement exhaustif entrant dans le cadre du nouveau dispositif a été réalisé en 2007.

En 2022, la commune comptait 814 habitants, en évolution de +5,99 % par rapport à 2016 (Pas-de-Calais : −0,72 %, France hors Mayotte : +2,11 %).
| 1793 | 1800 | 1806 | 1821 | 1831 | 1836 | 1841 | 1846 | 1851 |
| ---- | ---- | ---- | ---- | ---- | ---- | ---- | ---- | ---- |
| 349  | 320  | 395  | 465  | 498  | 496  | 510  | 505  | 508  |

| 1856 | 1861 | 1866 | 1872 | 1876 | 1881 | 1886 | 1891 | 1896 |
| ---- | ---- | ---- | ---- | ---- | ---- | ---- | ---- | ---- |
| 510  | 533  | 537  | 507  | 518  | 424  | 393  | 368  | 324  |

| 1901 | 1906 | 1911 | 1921 | 1926 | 1931 | 1936 | 1946 | 1954 |
| ---- | ---- | ---- | ---- | ---- | ---- | ---- | ---- | ---- |
| 358  | 358  | 368  | 393  | 412  | 400  | 385  | 353  | 398  |

| 1962 | 1968 | 1975 | 1982 | 1990 | 1999 | 2006 | 2007 | 2012 |
| ---- | ---- | ---- | ---- | ---- | ---- | ---- | ---- | ---- |
| 405  | 433  | 450  | 420  | 502  | 539  | 671  | 691  | 733  |

| 2017 | 2022 | - | - | - | - | - | - | - |
| ---- | ---- | - | - | - | - | - | - | - |
| 783  | 814  | - | - | - | - | - | - | - |

#### Pyramide des âges
En 2018, le taux de personnes d'un âge inférieur à 30 ans s'élève à 40,0 %, soit au-dessus de la moyenne départementale (36,7 %). À l'inverse, le taux de personnes d'âge supérieur à 60 ans est de 17,2 % la même année, alors qu'il est de 24,9 % au niveau départemental.
En 2018, la commune comptait 367 hommes pour 424 femmes, soit un taux de 53,60 % de femmes, largement supérieur au taux départemental (51,50 %).
Les pyramides des âges de la commune et du département s'établissent comme suit.
| Hommes | Classe d’âge | Femmes |
| ------ | ------------ | ------ |
| 0,0    | 90 ou +      | 1,0    |
| 3,4    | 75-89 ans    | 5,9    |
| 12,6   | 60-74 ans    | 11,5   |
| 22,8   | 45-59 ans    | 17,1   |
| 22,5   | 30-44 ans    | 23,4   |
| 18,0   | 15-29 ans    | 17,1   |
| 20,6   | 0-14 ans     | 24,0   |

| Hommes | Classe d’âge | Femmes |
| ------ | ------------ | ------ |
| 0,5    | 90 ou +      | 1,6    |
| 5,6    | 75-89 ans    | 8,9    |
| 16,7   | 60-74 ans    | 18,1   |
| 20,2   | 45-59 ans    | 19,2   |
| 18,9   | 30-44 ans    | 18,1   |
| 18,2   | 15-29 ans    | 16,2   |
| 19,9   | 0-14 ans     | 17,9   |

## Culture locale et patrimoine

### Lieux et monuments

#### Monument historique
- L'église Saint-Barnabé. Le chœur fait l’objet d’une inscription au titre des monuments historiques depuis le 1er juin 1926[39].

#### Autres lieux et monuments
- L'aérodrome de Saint-Inglevert - Les deux Caps.
- Le monument aux morts, plus précisément une stèle, surmonté d'une croix latine[40].

### Personnalités liées à la commune
- Albert Breton (1882-1954), missionnaire français, évêque au Japon, né dans la commune.

### Héraldique
| Blason de Saint-Inglevert | Blason  | De sinople, à deux lances de tournoi d'argent passées en sautoir, accompagnées de trois molettes de même, en flancs et en pointe, et surmontées d'une tente de gueules* ; au chef d'or chargé d'une clef de gueules posée en fasce. |
| Blason de Saint-Inglevert | Détails | * Il y a là non-respect de la règle de contrariété des couleurs : ces armes sont fautives (gueules sur sinople). Les molettes, les lances et la tente rappellent un tournoi célèbre qui eut lieu durant un mois en 1390 sur le territoire, connu sous le nom de « Joutes de Saint-Inglevert » et la clé provient des armes de l'ancien prieuré du lieu. Création de Jacques Mahieu, adoptée par la commune en 1985. |

## Pour approfondir

#### Bases de données, dictionnaires et encyclopédies
- Ressources relatives à la géographie :   - Insee (communes)
  - Ldh/EHESS/Cassini
- Ressource relative à plusieurs domaines :   - Annuaire du service public français
- Notices d'autorité :   - BnF (données)